# Geofysisk væskedynamik
Geofysisk væskedynamik refererer i sin bredeste forstand til væskedynamik vedrørende naturligt opståede strømme, såsom lavastrømme, havstrømme og planetære atmosfærer på Jorden og andre planeter.
To fysiske egenskaber, som mange af de fænomener der studeres indenfor den geofysiske væskedynamik har til fælles, er rotation af væsken på grund af den planetære rotation samt stratificering (lagdeling). Geofysisk væskedynamik beskæftiger sig generelt ikke med cirkuleringen af kapper, da disse hører under geodynamik eller væskefænomener i magnetosfæren.